# Bourbon-l'Archambault
Bourbon-l'Archambault är en kommun i departementet Allier i regionen Auvergne-Rhône-Alpes i de centrala delarna av Frankrike. Kommunen ligger i kantonen Bourbon-l'Archambault som ligger i arrondissementet Moulins. År 2022 hade Bourbon-l'Archambault 2 542 invånare.
Bourbon-l'Archambault är känt för sina mineralkällor anlitade ända sedan romartiden. Ruinerna efter en romersk amfiteater finns i orten. På 1600-talet for Frankrikes överklass på kur i Bourbon, bland andra prinsessan av Conti, madame de Sévigné och madame de Montespan. Madame de Montespan, under många Ludvig XIV:s älskarinna, avled i Bourbon-l’Archambault år 1707.
På en höjd utanför staden ligger bourbonernas stamborg.

## Befolkningsutveckling
Antalet invånare i kommunen Bourbon-l'Archambault
Referens: INSEE